# Добровольский, Виктор Данилович
Виктор Данилович Добровольский (11 ноября 1902, Таврическая губерния, Российская империя — 4 июня 1987, Ленинград, СССР) — советский военачальник, контр-адмирал, участник Гражданской, Великой Отечественной и советско-японской войн.

## Биография
Виктор Данилович Добровольский родился 11 ноября 1902 года в городе Ялте. В 1919 году поступил на службу в Рабоче-Крестьянскую Красную Армию. В 1920 году окончил Харьковские артиллерийские курсы младших командиров. Участвовал в боях Гражданской войны. В 1925 году перешёл на службу в Военно-морской флот СССР. В 1931 году окончил курсы при Высшем военно-морском училище имени М. В. Фрунзе, в 1932 году — минный сектор Специальные командных классов Военно-морских сил, в 1935 году — учебный отряд подводного плавания имени С. М. Кирова. Служил на командных должностях в различных надводных и подводных подразделениях Военно-морского флота СССР. В марте 1939 года был направлен в Постоянную комиссию по приёму вновь строящихся и капитально отремонтированных кораблей при Народном комиссариате Военно-морского флота СССР, был уполномоченным, старшим уполномоченным затем заместителем председателя этой комиссии.
Начало Великой Отечественной войны Добровольский встретил в Ленинграде, где проводил испытания и приёмку новых кораблей. С приближением немецких войск в городу руководил переоборудованием и вооружением мобилизованных кораблей для Балтийского флота и Ладожской военной флотилии. С января по август 1942 года возглавлял Постоянную комиссию при Наркомате. В дальнейшем командовал охраной водного района Каспийской военной флотилии, затем 3-й бригадой траления Астраханской военно-морской базы, 1-й бригадой траления Волжской военной флотилии. Под его руководством это соединение было сформировано, после чего приступило к выполнению боевых задач на трёх боевых участках Волги. Тральщики конвоировали суда, охраняли важные объекты, отражали авиационные налёты. После завершения битвы за Днепр бригада Добровольского была переброшена в состав Днепровской военной флотилии. С августа 1944 года по февраль 1945 года командовал Киевской военно-морской базой. Участвовал также в советско-японской войне, будучи командиром Де-Кастринской военно-морской базы, затем командиром военно-морской базы в Отомари (ныне — Корсаков).
После окончания войны продолжал службу в Военно-морском флоте, был начальником штабов крупных соединений. С мая 1948 года — вновь в системе военной приёмки. В 1951—1957 годах возглавлял Тихоокеанскую группу приёмки, одновременно являясь заместителем начальника управления Госприёмки кораблей Военно-морского флота СССР. С января 1957 года служил старшим уполномоченным Балтийской группы Госприёмки. В декабре 1959 года вышел в отставку. Умер 4 июня 1987 года. Урна с прахом — в колумбарии Санкт-Петербургского крематория.

## Награды
- Орден Ленина (10 ноября 1945 года);
- 3 ордена Красного Знамени (31 мая 1944 года, 3 ноября 1944 года, 15 ноября 1950 года);
- Орден Отечественной войны 1-й степени (6 апреля 1985 года);
- Орден Отечественной войны 2-й степени (17 января 1946 года);
- Медали «За оборону Ленинграда», «За оборону Кавказа» и другие медали.